# Splot rypsowy

Schemat tworzenia tkaniny rypsowej oraz rysunek splotu

Porównanie różnych splotów rypsowych

Splot rypsowy – splot pochodny splotu płóciennego. W splocie płóciennym długości przeplotów wątku i osnowy są sobie równe i wynoszą 1. Zapisuje się to w postaci wyróżnika splotu {\displaystyle {\tfrac {1\quad }{\quad 1}}.}
Sploty rypsowe regularne powstają przez wydłużenie przeplotu wątku lub osnowy o określoną liczbę nitek. W splotach nieregularnych długości przeplotów są zmienne, np. {\displaystyle {\tfrac {3\quad }{\quad 2}}} jak na rysunku.
Sploty rypsowe dzielą się na:
- osnowowe regularne (poprzeczne) – powstające przez wydłużenie przeplotu np. o dwie nitki wzdłuż osnowy, {\displaystyle {\tfrac {1\quad }{\quad 1}}} (0,0,1,0,0) co daje poprzeczne prążki.
- wątkowe regularne (podłużne) – powstające przez wydłużenie przeplotu np. o dwie nitki tylko wzdłuż wątku, co daje podłużne prążki.
- wątkowe i osnowowe nieregularne – powstają przez zastosowanie dwóch różnych wielkości przeplotów w raporcie. Sploty rypsowe nieregularne tworzą prążki o różnej szerokości.
- wątkowe i osnowowe, regularne i nieregularne sploty rypsowe skośne – prążki na tkaninie przebiegają pod różnymi kątami.
- wzorzyste – kombinacja różnych, opisanych wyżej splotów pozwala uzyskać niewielkie, proste wzory, złożone z figur geometrycznych.

Rysunki ilustrują kilka odmian splotu rypsowego.
Zastosowanie: tkaniny ścierkowe, obrusowe, stołowe, dekoracyjne, frotte.